# 35e cérémonie des Boston Society of Film Critics Awards
La 35e cérémonie des Boston Society of Film Critics Awards (BSFC Awards), décernés par la Boston Society of Film Critics, a lieu le 7 décembre 2014, et récompense les films réalisés dans l'année,.

## Palmarès
Note : la BSFC décerne deux prix dans chaque catégorie ; le premier prix est indiqué en gras.

### Meilleur film
- Boyhood
  - Birdman

### Meilleur réalisateur
- Richard Linklater pour Boyhood
  - Clint Eastwood pour American Sniper

### Meilleur acteur
- Michael Keaton pour le rôle de Riggan Thomson dans Birdman
  - Timothy Spall pour le rôle de J. M. W. Turner dans Mr. Turner

### Meilleure actrice
- Marion Cotillard pour le rôle de Sandra dans Deux jours, une nuit et d'Ewa Cybulska dans The Immigrant
  - Hilary Swank pour le rôle de Mary Bee Cuddy dans The Homesman

### Meilleur acteur dans un second rôle
- J. K. Simmons pour le rôle de Terence Fletcher dans Whiplash
  - Edward Norton pour le rôle de Mike Shiner dans Birdman

### Meilleure actrice dans un second rôle
- Emma Stone pour le rôle de Sam Thomson dans Birdman
  - Laura Dern pour le rôle de Barbara Grey dans Wild

### Meilleure distribution
- Boyhood
  - Birdman

### Réalisateur le plus prometteur
- Dan Gilroy pour Night Call (Nightcrawler)
  - Gillian Robespierre pour Obvious Child

### Meilleur scénario
(ex æquo)
- Birdman – Alejandro González Iñárritu, Nicolás Giacobone, Alexander Dinelaris et Armando Bo
- Boyhood – Richard Linklater
  - Mr. Turner – Mike Leigh

### Meilleure photographie
- Birdman – Emmanuel Lubezki
  - Mr. Turner – Dick Pope

### Meilleur montage
- Boyhood – Sandra Adair
  - American Sniper – Joel Cox et Gary Roach

### Meilleure utilisation de musique dans un film
- Inherent Vice
  - Whiplash

### Meilleur film en langue étrangère
- Deux jours, une nuit  Belgique  France
  - Ida  Pologne

### Meilleur film d'animation
- Le Conte de la princesse Kaguya (かぐや姫の物語, Kaguya-hime no Monogatari)
  - La Grande Aventure Lego (The Lego Movie)

### Meilleur film documentaire
- Citizenfour
  - Jodorowsky's Dune